# Brocchinia (Bromeliaceae)
Brocchinia là một chi thực vật có hoa trong họ Bromeliaceae.

## Các loài
1. Brocchinia acuminata L.B. Smith
2. Brocchinia amazonica L.B. Smith
3. Brocchinia cataractarum (Sandwith) B. Holst
4. Brocchinia cowanii L.B. Smith
5. Brocchinia delicatula L.B. Smith
6. Brocchinia gilmartiniae G.S. Varadarajan
7. Brocchinia hechtioides Mez
8. Brocchinia hitchcockii L.B. Smith
9. Brocchinia maguirei L.B. Smith
10. Brocchinia melanacra L.B. Smith
11. Brocchinia micrantha (Baker) Mez
12. Brocchinia paniculata Schultes f.
13. Brocchinia prismatica L.B. Smith
14. Brocchinia reducta Baker
15. Brocchinia rupestris (Gleason) B. Holst
16. Brocchinia serrata L.B.Sm
17. Brocchinia steyermarkii L.B. Smith
18. Brocchinia tatei L.B. Smith
19. Brocchinia uaipanensis (Maguire) Givnish
20. Brocchinia vestita L.B. Smith
21. Brocchinia wurdackiana B. Holst

## Hình ảnh

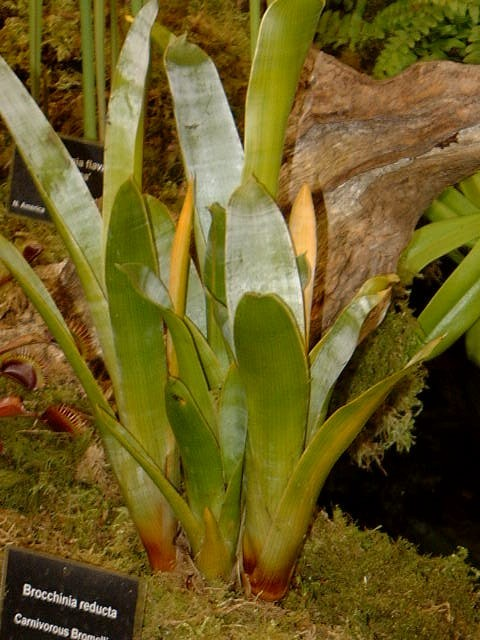
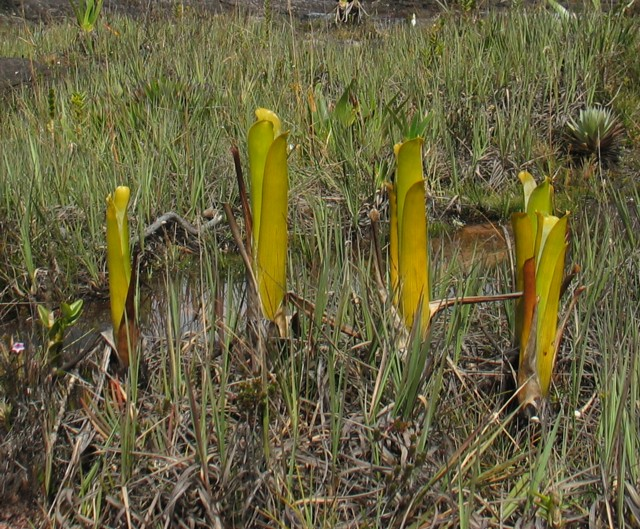
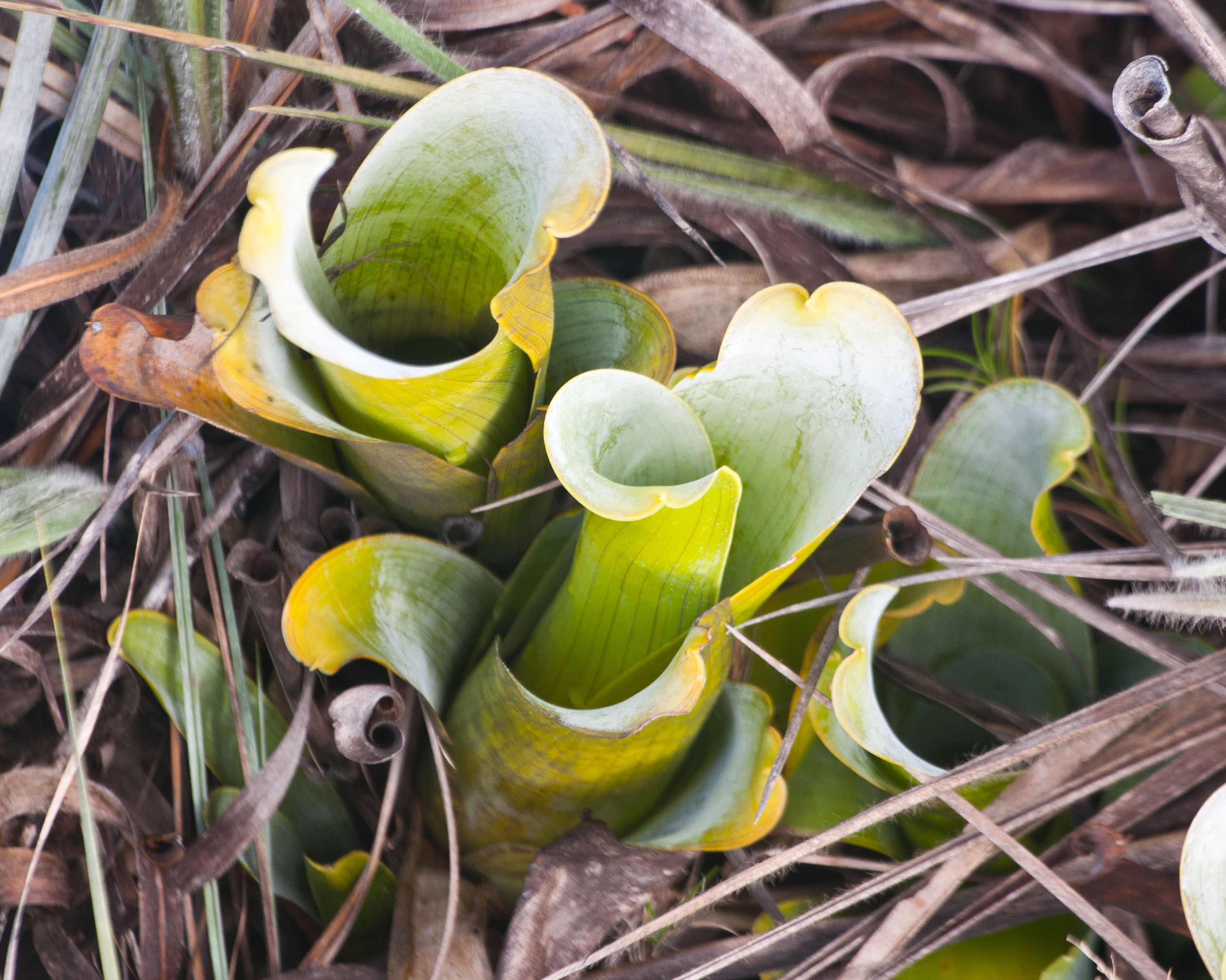
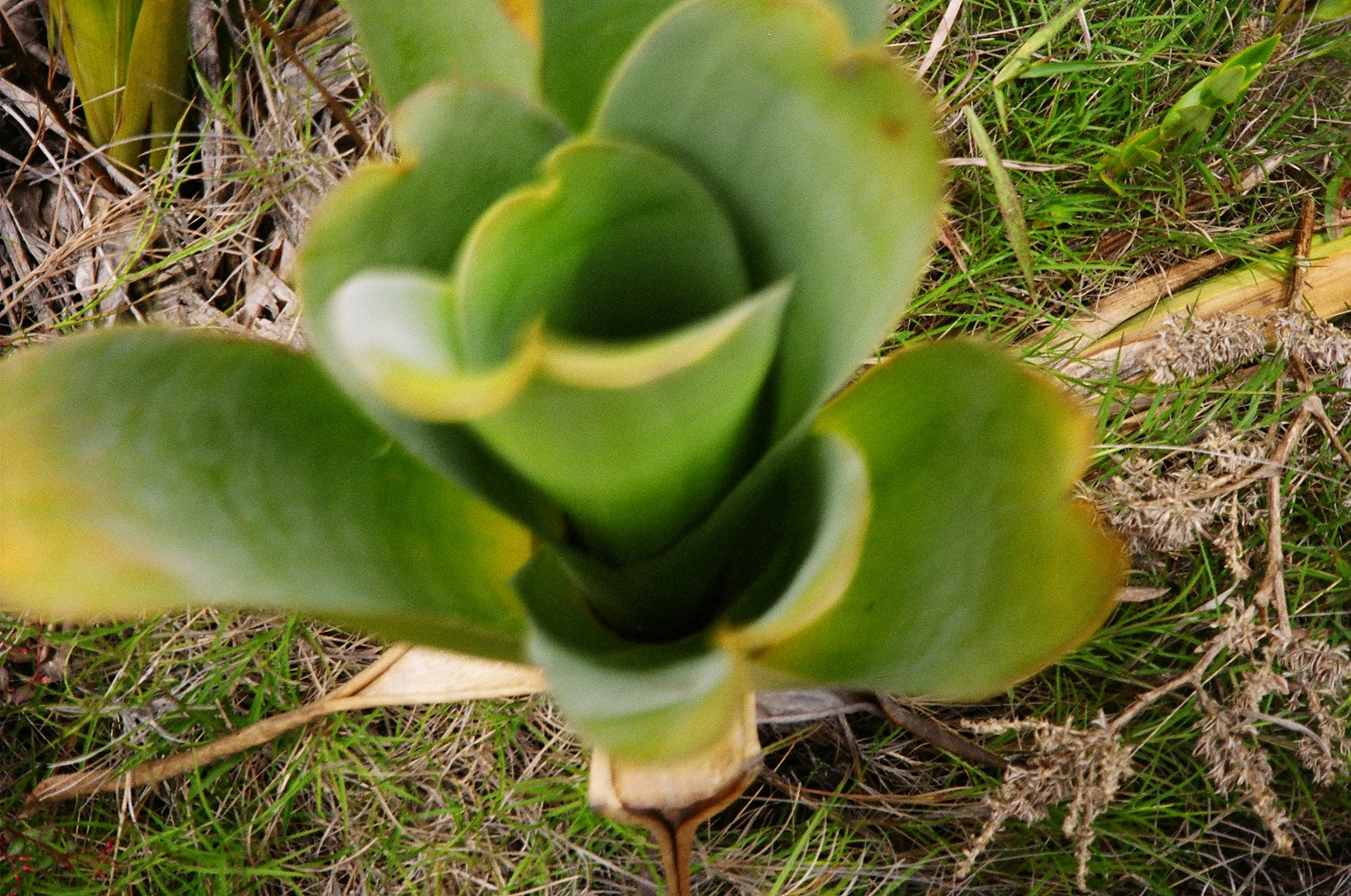